# جورج راینور
جورج راینور (سوئدی: George Raynor; ۱۳ ژانویهٔ ۱۹۰۷ – ۲۴ نوامبر ۱۹۸۵) بازیکن و مربی فوتبال اهل انگلستان بود.
از باشگاه‌هایی که در آن بازی کرده‌است می‌توان به باشگاه فوتبال بری، باشگاه فوتبال شفیلد یونایتد، باشگاه فوتبال روترهام یونایتد، و باشگاه فوتبال منزفیلد تاون اشاره کرد.
وی به‌عنوان سرمربی تیم ملی فوتبال سوئد در بازی‌های المپیک تابستانی ۱۹۴۸ به مقام قهرمانی دست پیدا کرده‌است.